# S-VHS

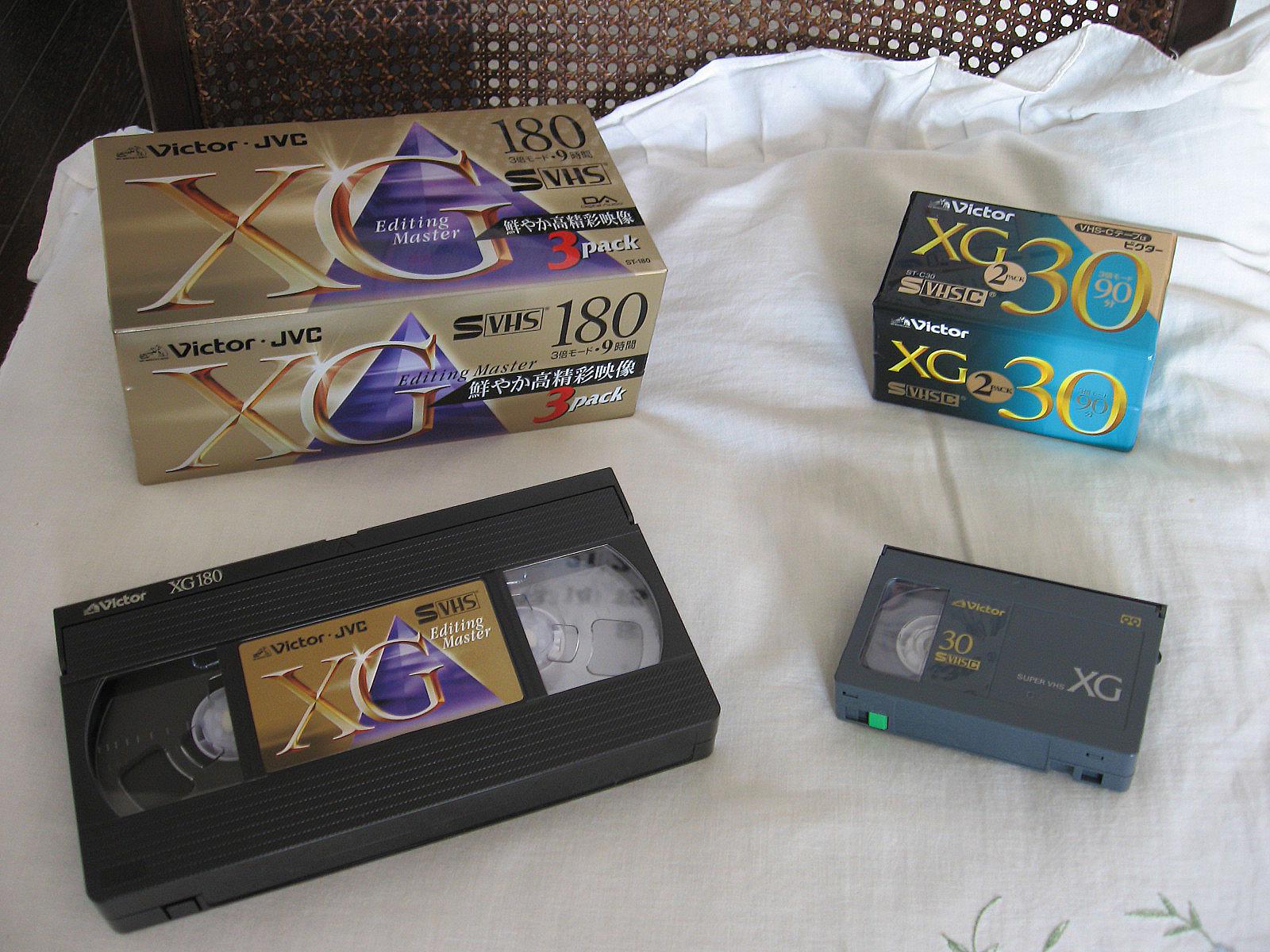
Kaseta S-VHS i S-VHS-C - wierzchnia strona

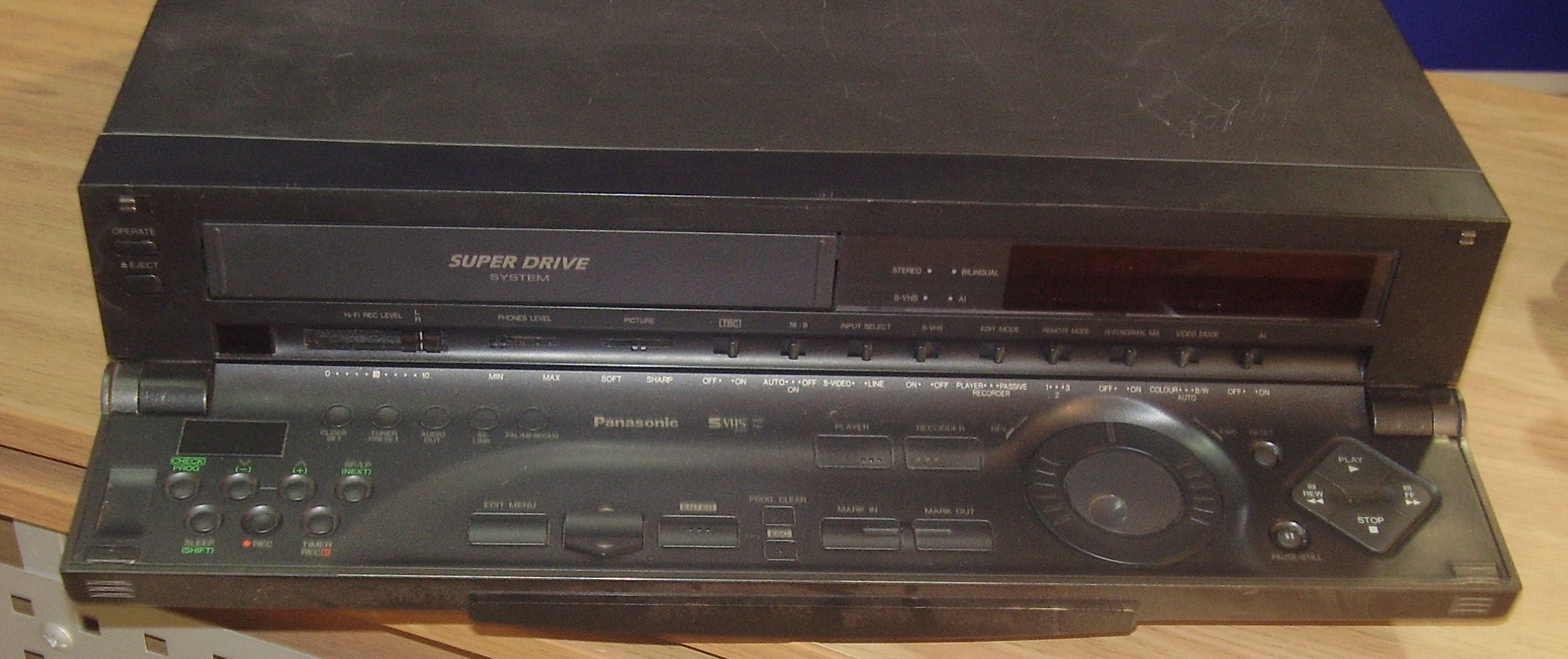
Magnetowid S-VHS

S-VHS – system zapisu taśm video przeznaczony na rynek konsumencki, będący nowocześniejszą wersją formatu VHS. Twórca formatu, firma JVC produkowała też profesjonalne kamkordery i magnetowidy studyjne S-VHS, z powodzeniem wykorzystywane w latach 90. np. przez TVP, do mniej ważnych zadań jak np. program "Kurier województw" (technologia ta częściowo wyparła taśmę 16 mm, i zmniejszyła ekipę realizacyjną z 5-6 do 2 osób).

## Dane techniczne
- System S-VHS oferuje rozdzielczość na poziomie około 400 linii (VHS - 240 linii) oraz znacznie lepiej reprodukuje kolory, dzięki rozdzieleniu kompozytowego sygnału wideo na dwa sygnały: luminancji (jasności) i chrominancji (koloru). W standardzie S-VHS dźwięk jest zapisywany z jakością hi-fi.
- W kamkorderach i magnetowidach standardu S-VHS dodano dodatkową głowicę kasującą, tzw. flying erase head. Dzięki temu można wykonywać niedostępne wcześniej operacje edycyjne takie, jak insert.
- Magnetowidy S-VHS posiadają dodatkowe wejścia i wyjścia S-VIDEO służące do przesyłu rozdzielonego na chrominancję i luminancję sygnału wizji. Przy łączeniu urządzeń sygnałem S-Video dźwięk przesyłany jest oddzielnym torem (oddzielnymi kablami audio). Niektóre urządzenia mają wejścia do wtyczek typu SCART, wymagany jest wtedy jednak kabel o dostatecznej liczbie żył, a w szczególności przesyłający osobno chrominancję, luminancję oraz dźwięk.

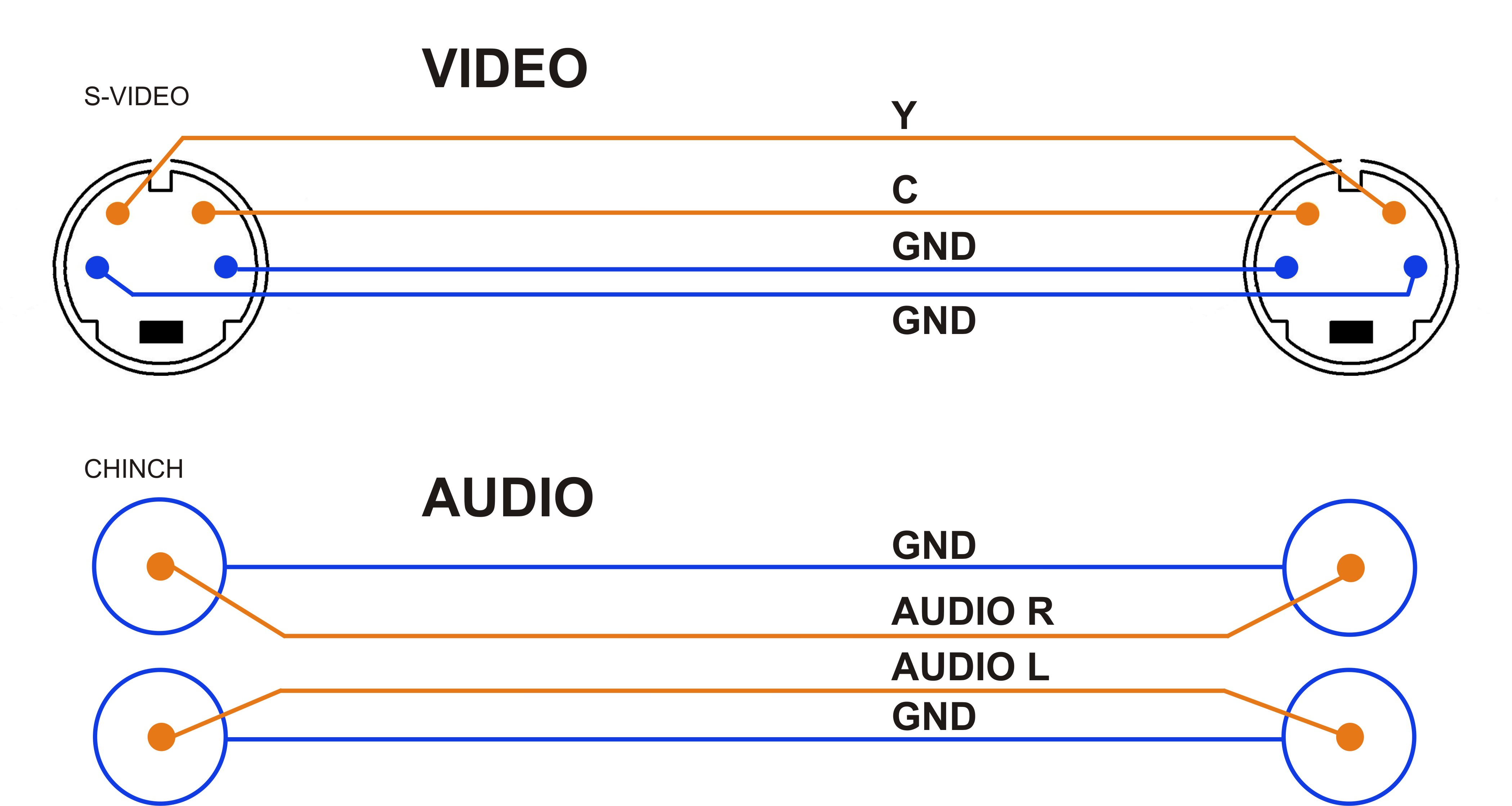
Połączenie S-VIDEO, u góry sygnały kodujące obraz, wtyczka typu Hosiden, u dołu dźwięk stereofoniczny, wtyczki typu Cinch

### Kompatybilność
- Na potrzeby kamer domowego użytku typu Handycam opracowano miniaturowe kasety S-VHS-C.
- Nagrane kasety standardu S-VHS nie są kompatybilne z magnetowidami standardu VHS. Oznacza to, że nie można odtwarzać kaset S-VHS na magnetowidzie VHS, magnetowidy standardu S-VHS z reguły umożliwiają odtwarzanie również formatu VHS.